# تشارلز إي. غورني
تشارلز إي. غورني هو محامي وسياسي أمريكي، ولد في 1874، وتوفي في 1945. نشط حزبياً في الحزب الجمهوري. وقد انتخب عضو مجلس نواب مين ‏.